# Willy Cheruiyot
William (Willy of Wilson) Cheruiyot Kipkirui (2 augustus 1974) is een Keniaanse langeafstandsloper, die is gespecialiseerd in de marathon.

## Loopbaan
Cheruiyot eindigde diverse malen op het podium van grote marathons. Viermaal won hij de marathon van Eindhoven (2000, 2002, 2003 en 2004).
Zijn persoonlijk record van 2:08.48 liep Cheruiyot op 21 mei 2000 op de marathon van Wenen.

## Persoonlijk record
| Onderdeel | Prestatie | Datum       | Plaats |
| --------- | --------- | ----------- | ------ |
| marathon  | 2:08.48   | 21 mei 2000 | Wenen  |

## Palmares

### halve marathon
- 1997:  Great North Run - 1:00.41
- 2000:  halve marathon van Eldoret - 1:02.26
- 2000:  halve marathon van Turijn - 1:01.44
- 2002:  halve marathon van Praag - 1:02.15
- 2002:  halve marathon van Turijn - 1:03.45

### marathon
- 2000: 5e marathon van Dubai - 2:20.23
- 2000:  marathon van Barcelona - 2:12.26
- 2000:  marathon van Eindhoven - 2:09.55
- 2000:  marathon van Wenen - 2:08.48
- 2001: 10e marathon van Dubai - 2:18.57
- 2001:  marathon van Milaan - 2:08.58
- 2001:  marathon van Berlijn - 2:09.08
- 2001:  marathon van Turijn - 2:11.33
- 2002: 4e marathon van Hamburg - 2:10.55
- 2002:  marathon van Eindhoven - 2:10.12
- 2002:  marathon van San Sebastián - 2:10.32
- 2003: 6e marathon van Rome - 2:11.21
- 2003:  marathon van Eindhoven - 2:09.05
- 2003:  marathon van Praag - 2:11.56
- 2004: 9e marathon van Rotterdam - 2:12.27,7
- 2004: 8e marathon van Praag - 2:13.45
- 2004:  marathon van Eindhoven - 2:09.20
- 2005:  marathon van Dubai - 2:11.24
- 2005:  marathon van Madrid - 2:13.34
- 2005: 14e marathon van Eindhoven - 2:15.24
- 2006: 9e marathon van Mumbai - 2:16.24
- 2006: 7e marathon van Turijn - 2:16.13
- 2007: 8e marathon van Athene - 2:19.29
- 2008:  marathon van Brussel - 2:19.32

### veldlopen
- 2000: 5e KAAA Engergiser Weekend in Iten - 30.53,3
- 2000:  Fila Discovery Kenya Great Rift Valley in Eldoret - 37.21,4
- 2001:  Energizer/KAAA Weekend Meeting in Eldoret - 37.08
- 2001: 10e Keniaanse kamp. in Nairobi - 37.11